# Presidente della Repubblica Islamica dell'Iran
Il presidente della Repubblica Islamica dell'Iran è il capo del governo dell'Iran e la seconda più alta carica istituzionale del Paese, dopo la Guida Suprema.

## Ruolo nello Stato
Il presidente della Repubblica Islamica dell'Iran è il capo del governo ma ricopre anche incarichi spettanti ad un capo di Stato (che, sotto molti aspetti, è la Guida Suprema), come la nomina degli ambasciatori. Il presidente della Repubblica ha assunto le funzioni governative dal 1989, quando una modifica della Costituzione dell'Iran ha abolito la carica di primo ministro e ha appunto passato le sue funzioni al presidente. In questo modo, la Guida Suprema - cui spettavano funzioni religiose e poco inerenti al potere materiale, benché de facto rappresentasse già dal trionfo della rivoluzione la carica eminente dello Stato - ha assunto alcune funzioni cerimoniali precedentemente spettanti al presidente della Repubblica. Costituzionalmente, il presidente della Repubblica è responsabile verso il popolo e la Guida Suprema dell'Iran.
Il presidente nomina i membri del governo, con il diritto di dimetterli. Ha diritto di veto su ogni emendamento del Majilis. Se la Guida Suprema (comandante in capo delle forze armate) lo stabilisce, il presidente copre le funzioni del comandante in capo dell'esercito e quindi ha potere militare. Nomina il segretario del Consiglio di Sicurezza Nazionale, i governatori delle province e gli ambasciatori in paesi stranieri. Recentemente, il diritto di nominare i sindaci è passato dal presidente al popolo. Il presidente è inoltre capo del Consiglio della Rivoluzione Culturale e del Consiglio di Sicurezza Nazionale.
A norma dell'articolo 124 della Costituzione dell'Iran, il presidente nomina dei vicepresidenti nei vari dipartimenti (alcuni lo diventano di diritto nel ricoprire la presidenza di importanti enti statali).

## Qualificazioni ed elezione
Il presidente dell'Iran è eletto a suffragio universale da tutti i cittadini adulti della Repubblica Islamica. I candidati sono approvati dal Consiglio dei Guardiani, spesso su "consiglio" della Guida Suprema, che inoltre provvede a firmare la validità delle elezioni. Il presidente deve avere i seguenti pre-requisiti:
- Il candidato deve essere maschio (discussa).
- Deve essere una figura politica conosciuta (رجل سیاسی).
- Deve essere un musulmano.
- Deve avere fra i 25 e i 75 anni di età.
- Non deve avere precedenti penali.
- Non deve avere servito nel governo monarchico.
- Deve essere fedele alla Repubblica Islamica.

Benché voci occidentali accusino la Guida Suprema dell'Iran di perseguire la linea del veto del Consiglio dei Guardiani sui candidati per mantenere un potere di tipo conservatore rigido, va sottolineato che più volte sono stati accettati candidati riformisti e musulmani moderati. Due di loro, Mohammad Khatami e Masoud Pezeshkian, sono stati anche eletti presidente della Repubblica.
Se il presidente viene prematuramente a mancare, la legge iraniana prevede la costituzione immediata di un Consiglio Presidenziale provvisorio per farne le veci fino alle nuove elezioni.
Il presidente resta in carica per quattro anni.